# Sol Plaatje (Cabo Septentrional)
Sol Plaatje es un municipio local sudafricano situado en el distrito de Frances Baard, en la provincia de Cabo Septentrional.

## Superficie
Sol Plaatje tiene una superficie de 3312 km².

## Demografía
En 2022, tenía 270 078 habitantes, una densidad poblacional de 81,56 hab./km², y 68 314 viviendas.